# Starnice

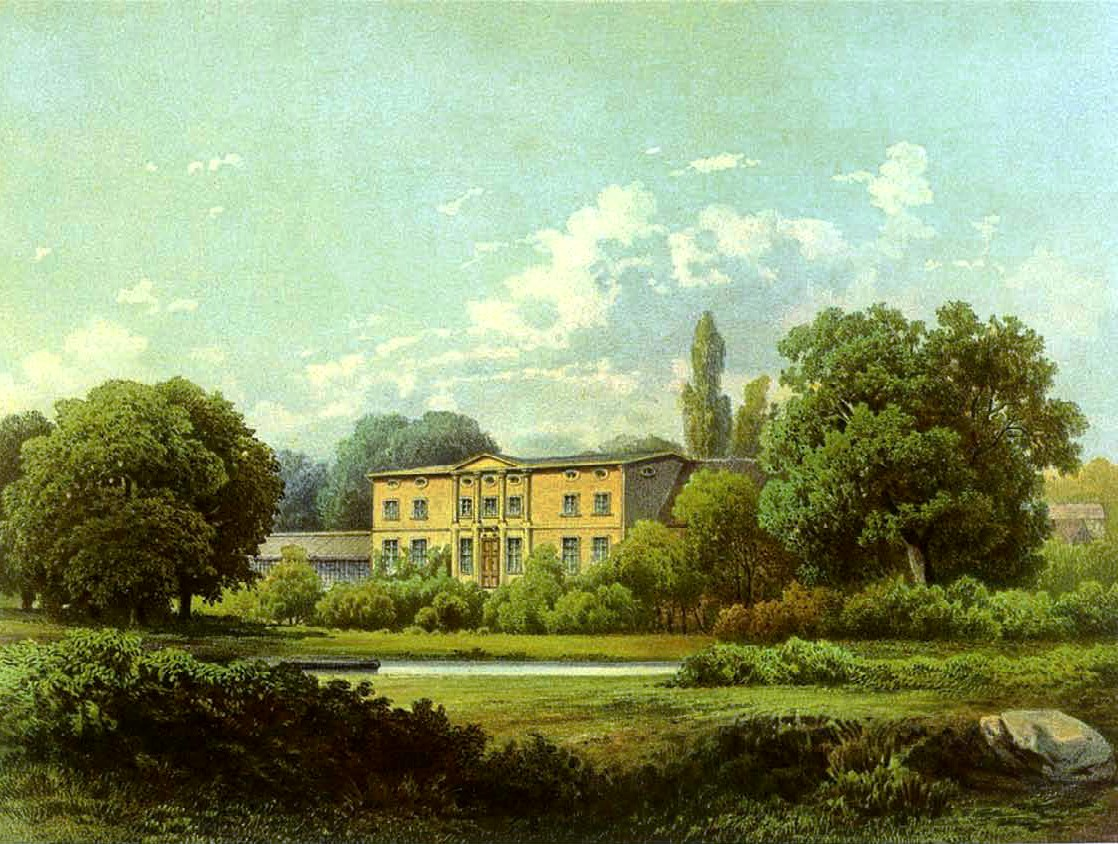
Rittergut Starnitz um 1860, Sammlung Alexander Duncker

Starnice (deutsch Starnitz) ist ein Dorf im Powiat Słupski der polnischen Woiwodschaft Pommern.

## Geographische Lage
Starnice liegt in Hinterpommern, etwa fünf Kilometer östlich von Dębnica Kaszubska (Rathsdamnitz), 16 Kilometer südöstlich von  Słupsk (Stolp) und 91 Kilometer westlich der regionalen Metropole Danzig (Gdańsk ).

## Geschichte

Starnitz südöstlich von Stolp (linke Bildhälfte) und östlich von Rathsdamnitz auf einer Landkarte von 1910

Starnitz war ein Rittergut. Es hatte sich als Lehen nacheinander im Besitz der Familien Bandemer und  Below befunden, bevor es an den Hauptmann Otto Bogislaw von Schwerin und danach an die Familie Gottberg kam. Um 1784 gab es in Starnitz ein Vorwerk, acht Vollbauern, vier Halbbauern, eine Schmiede, einen Schulmeister und auf der Feldmark des Dorfs eine Wassermühle, eine Kate und insgesamt 22 Haushaltungen. 1925 standen in Starnitz 59 Wohnhäuser. 1939 hatte die Ortschaft 531 Einwohner, die auf 128 Haushaltungen verteilt waren.
Vor Ende des Zweiten Weltkriegs war Starnitz Amtssitz des Amtsbezirks Starnitz im Landkreis Stolp, Regierungsbezirk Köslin, der Provinz Pommern. Die Gemeindefläche umfasste 2.325 Hektar.
Gegen Ende des Zweiten Weltkriegs wurde die Region am 8. März 1945 von der Roten Armee besetzt. Bald darauf wurde Starnitz unter polnische Verwaltung gestellt. Ab Mai trafen die ersten Polen ein, die im Rahmen polnischer Enteignungsmaßnahmen in Starnitz Häuser und Gehöfte in Beschlag nahmen. Die meisten Einwohner wurden bis 1947  in Richtung Westen vertrieben; ein Transport fand im Juli/August 1946 statt, ein weiterer im Juli 1947. Für Kinder einiger Familien, die in Starnitz verblieben waren, gab es seit 1951/52 für einige Jahre eine deutsche Schule für die 1. bis 5. Klasse. Die 6. Klasse wurde in Borzęcino (Bornzin) unterrichtet. Später wurden in der Bundesrepublik Deutschland 248 und in der DDR 121 aus Starnitz vertriebene Dorfbewohner ermittelt.
Starnitz wurde in Starnice umbenannt. Das Dorf hat heute etwa 270 Einwohner.

## Söhne und Töchter des Orts
- Franz Wilhelm von Gottberg (1824–1869), Deichhauptmann des Oderbruchs